# Ереван (кинотеатр, Москва)
«Ереван» — московский кинотеатр, расположенный в Бескудниковском районе на площади имени Ованеса Туманяна. Изначально строительство намечалось на 1967-68 гг. Открыт в августе 1970 г. Это был подарок жителям Бескудниковского района ко Дню строителя.
Художественный образ театра связан со столицей республики, имя которой носит сооружение. При кинотеатре находился центр армянской культуры. В советские времена кинотеатр имел тесный контакт с Министерством культуры Армянской ССР. Благодаря этому сотрудничеству в кинотеатре устраивались премьеры всех фильмов Армении, выпускаемых на союзный экран, а также отмечались крупные события в культурной жизни республики. Зелёная зона кинотеатра являлась излюбленным местом отдыхом жителей района.

## Архитектура
Участок, на котором расположен кинотеатр, примыкает к Дмитровскому шоссе; само здание обращено к нему своим боковым фасадом, что положительно сказывается на его восприятии. Основным принципом конструкции здания является объемно-пространственная композиция сооружения, которая сочетала в себе глухой объём зала и расположенного под ним остеклённого пространства фойе. Подобный метод, примененный архитекторами при компоновке кинотеатра, функционален и эстетически выразителен.
В фойе кинотеатра находилось написанное маслом и темперой панно «Дары Армении». Автором произведения являлся заслуженный художник Армянской ССР, живописец Мкртич Камалян. Здесь же разместились декоративные мозаичные панно, выполненные художниками Д. Фуксом, В. Гридиным и М. Сидоровым.

## Единый диспетчерский центр московского метро
С середины 1990-х годов кинотеатр не работает. Распоряжением № 6407 Департамента городского имущества города Москвы от 26 июля 2013 года право хозяйственного ведения на нежилое здание, расположенное по адресу: Дмитровское шоссе, дом 82 (кинотеатр «Ереван»), передано ГУП «Московский метрополитен». Здание кинотеатра было перестроено для нужд метрополитена. В феврале 2017 года в здании бывшего кинотеатра был открыт Пункт управления обеспечением транспортной безопасности московского метрополитена (ПУОТБ). В октябре 2019 года в здании запущен Единый диспетчерский центр скоростного рельсового внеуличного транспорта Москвы, в который входят метрополитен и МЦК.